# 戈斯波特 (英國國會選區)
戈斯波特（英語：Gosport），英國國會一郡選區，包括英格蘭東南部漢普郡東南部，包括戈斯波特和費勒姆兩個地方選區。
本區始設於1974年恢復，一直支持保守黨。在2010年大選中自選區創設以來任當區議員的彼得·維格斯放棄尋求連任，由卡羅琳·代內奇以51.8%選票繼承了議席。